# Trawica (powiat goleniowski)
Trawica (do 1945 niem. Bierhorst) – obecnie uroczysko, nieistniejąca osada położona w Polsce, w województwie zachodniopomorskim, w powiecie goleniowskim, w gminie Goleniów.
Polską nazwę Trawica ustalono urzędowo rozporządzeniem Ministrów Administracji Publicznej i Ziem Odzyskanych z dnia 1 czerwca 1948 roku.